# Endropiodes versicoloraria
Endropiodes versicoloraria är en fjärilsart som beskrevs av Hugo Theodor Christoph 1880. Endropiodes versicoloraria ingår i släktet Endropiodes och familjen mätare. Inga underarter finns listade i Catalogue of Life.